# Nicola Kirsch

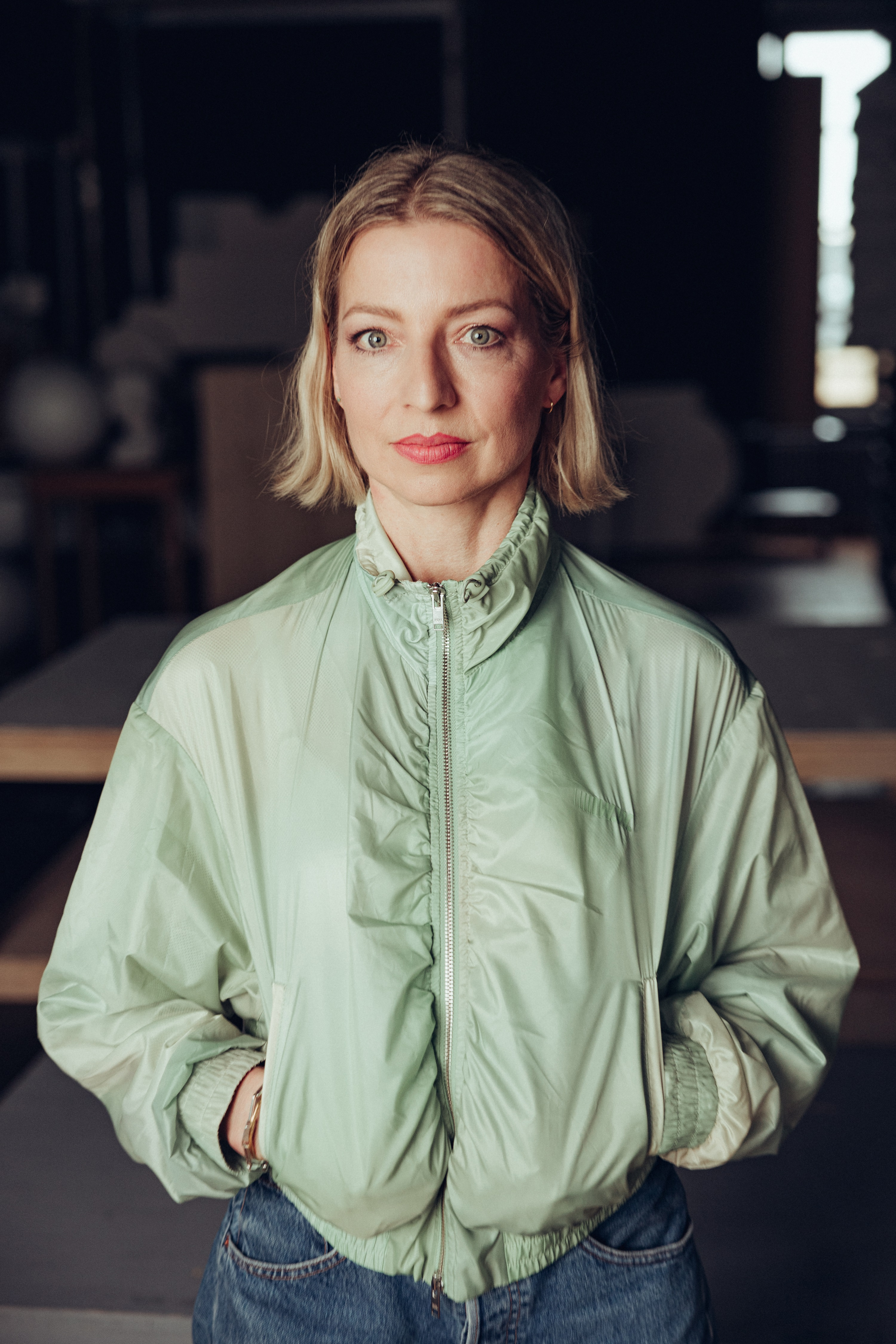
Nicola Kirsch (2024). Foto: Joel Heyd

Nicola Kirsch (* 1975 in Ludwigshafen am Rhein) ist eine deutsche Theater- und Filmschauspielerin.

## Leben und Wirken
Nicola Kirsch absolvierte ein Schauspielstudium an der Hochschule für Musik und Theater Hannover. Danach war sie ab 1997 am Staatstheater Hannover engagiert, u. a. in Marat/Sade von Peter Weiss, Regie: Andreas Kriegenburg; Legoland von Dirk Dobbrow, Regie: Armin Petras. Von 2003 bis 2007 spielte sie am Burgtheater Wien (u. a. Zeit der Plancks von Sergi Belbel, Regie: Philip Tiedemann; Wir machen’s auch ohne – Hommage an Werner Schwab, Regie: Stephan Rottkamp; Bulbus von Anja Hilling, Regie: Daniela Kranz, Schwimmen wie Hunde von Reto Finger, Regie: Harald Brückner; Die versunkene Kathedrale von Gert Jonke, Regie: Christiane Pohle; Das Haus des Richters von Dimitré Dinev, Regie: Niklaus Helbling; Lisa D. von Johannes Schrettle, Regie: Robert Lehniger). Ab der Spielzeit 2007/08 war sie festes Ensemblemitglied am Schauspielhaus Wien. Für ihre Rolle der Helen in Waisen von Dennis Kelly war Nicola Kirsch 2011 als Beste Schauspielerin für den Nestroy-Theaterpreis nominiert. Ab 2015 war sie im Ensemble des Theater BaselSeit der Spielzeit 2019/20 ist sie festes Ensemblemitglied am Residenztheater München.
Sie ist mit dem Schauspieler Roland Koch verheiratet.

## Theater (Auswahl)

### Schauspielhaus Wien
- 2007: Hamlet ist tot. Keine Schwerkraft. Von Ewald Palmetshofer. Inszenierung: Felicitas Brucker (Eine Koproduktion mit den Wiener Wortstaetten)[6][7]
- 2011: Waisen (als Helen). Von Dennis Kelly. Inszenierung: Ramin Gray
- 2013: Princip - Dieses Grab ist mir zu klein (als Ljubica). Von Biljana Srbljanović. Inszenierung: Michał Zadara
- 2015: Johnny Breitwieser (als Luise, sein Engel). Von Thomas Arzt und Jherek Bischoff (Komposition). Inszenierung: Alexander Charim[8]

### Theater Basel
- 2016: Nirgends in Friede. Antigone (als Antigone 2). Von Darja Stocker nach Sophokles. Inszenierung: Felicitas Brucker[9][10][11][12]
- 2016: Was ihr wollt (als Maria). Von William Shakespeare. Inszenierung: Julia Hölscher
- 2017: Klub Roter Oktober - Hier spricht Lenin (als Kellnerin). Von Iwan Alexandrowitsch Wyrypajew. Inszenierung: Nora Schlocker
- 2019: Die Räuber (Diverse Rollen). Von Friedrich Schiller. Inszenierung: Thorleifur Örn Arnarsson

### Residenztheater München
- 2019: Ronja Räubertochter (als Undis, Birks Mutter / Rumpelfrau). Nach dem Roman von Astrid Lindgren, Inszenierung: Daniela Kranz
- 2020: Dantons Tod (als Julie, Dantons Gattin). Nach Georg Büchner. Inszenierung: Sebastian Baumgarten[13][14][15]
- 2021: Die Unerhörten – Technoide Liebesbriefe für antike Heldinnen. Mit Texten von u. a. Aischylos, Ingeborg Bachmann, Hélène Cixous, Euripides, Esther Hutfless, Enis Maci, Friederike Mayröcker, Helga M. Novak, Ovid, Sappho, Elisabeth Schäfer, Christa Wolf. Inszenierung: Elsa-Sophie Jach
- 2022: Warten auf Platonow (als Linker Daumen). Nach Anton Pawlowitsch Tschechow. Inszenierung: Thom Luz[16]
- 2022: Der Entrepreneur (div. Rollen). Von Kevin Rittberger (Uraufführung/Auftragswerk). Inszenierung: Nora Schlocker[17]
- 2023: Götz von Berlichingen (als Olearius). Nach Johann Wolfgang von Goethe. Inszenierung: Alexander Eisenach[18][19][20]
- 2023: Buddenbrooks (als Gerda Buddenbrook). Nach Thomas Mann. Inszenierung: Bastian Kraft[21]
- 2024: Moby Dick (als Walfänger / Doktor Bunger). Nach Herman Melville. Inszenierung: Stefan Pucher[22][23][24]
- 2024: Die Wildente  (als Berta Sörby). Nach Henrik Ibsen. Inszenierung: Johannes Holmen Dahl[25]
- 2025: Salome (als Herodias). Nach Oscar Wilde in einer Bearbeitung von Jarosław Murawski. Inszenierung: Ewelina Marciniak[26]
- 2025: Heartship (als Sara). Von Caren Jeß. Inszenierung: Fabiola Kuonen[27]
- 2025: Der Untertan (als Pastor Zillich). Nach dem gleichnamigen Roman von Heinrich Mann. Inszenierung: Alexander Eisenach[28]

## Filmografie (Auswahl)
- 2001: Adelheid und ihre Mörder – Ein Ständchen für Heimeran
- 2011: Weihnachtsengel küsst man nicht